# Carin Corne-Sandberg
Hanna Carin Elisabet Corne-Sandberg, född 6 juli 1914 i Säby församling, Jönköpings län, död 16 januari 1972 i Halmstad, var en svensk läkare. 
Corne, som var dotter till folkskollärare Konrad Valfrid Corne och Emma Carlsson, avlade studentexamen i Linköping 1933, blev medicine kandidat vid Uppsala universitet 1937 och medicine licentiat vid Karolinska Institutet i Stockholm 1945. Hon innehade olika läkarförordnanden 1945–1948, var vikarierande underläkare på Halmstads lasarett 1948–1949 och praktiserande läkare i Halmstad sedan 1949.